# Édouard Ebouka-Babackas
Édouard Ebouka-Babackas est un homme politique congolais né le 14 juillet 1933 à Mossaka (Cuvette). 
Diplômé en droit de l'université de Nancy (1960), il occupe par la suite plusieurs postes ministériels au cours de sa carrière. Il est ainsi ministre des Transports et des Mines en 1963, avant d'être nommé ministre des Finances (1963-1968). Il s’éclipse ensuite de la vie politique durant les années 1980 pour revenir plus tard occuper à nouveau le poste de ministre des Finances dans le gouvernement de transition d'André Milongo (1991-1992).
De 1968 à 1969, il est brièvement ambassadeur du Congo en France. 
Il occupa également les postes de président de l'Agence transcongolaise des communications à partir de 1969, directeur adjoint d'Air Afrique en 1973, ainsi que président de la Banque internationale de Développement du Congo en 2006.
Sa fille, Ingrid Ebouka-Babackas, est depuis mai 2016 ministre du Plan, de la Statistique et de l'Intégration régionale dans le gouvernement de Clément Mouamba.